# لوكاس دا سيلفا كزافييه
لوكاس دا سيلفا كزافييه هو لاعب كرة قدم برازيلي، ولد في 26 يوليو 1994 في ساو باولو في البرازيل. لعب مع نادي خواريز.